# 计算机 (杂志)
《计算机》（英語：Computer）是电气电子工程师学会计算机学会（IEEE Computer Society）以从业者为导向面向所有会员刊发的杂志。该杂志刊登经过同行评审的文章、定期专栏文章，以及对当前電腦運算相关问题的访谈。因为包含两方面的元素，该杂志可分类为贸易杂志或学术期刊。《计算机》提供有关当前研究的发展和趋势、最佳实践，以及计算行业的变化信息。IEEE杂志的订阅免费提供给IEEE计算机学会会员。
《计算机》杂志囊括了计算机科学的方方面面，对所发表的文章有严格的审核标准以保证其质量。自2009年起，《计算机》开始发行电子版。
该杂志目前的编辑是乔治·华盛顿大学国际科学技术政策和国际事务副教授大卫·艾伦·格里尔。它的影响因子在2013年为1.438，2017年为1.94，2018年为3.564。该杂志是2015年APEX卓越出版奖的获得者。